# (24226) Sekhsaria
(24226) Sekhsaria est un astéroïde de la ceinture principale d'astéroïdes.

## Description
(24226) Sekhsaria est un astéroïde de la ceinture principale d'astéroïdes. Il fut découvert le 7 décembre 1999 à Socorro (Nouveau-Mexique) par le projet LINEAR. Il présente une orbite caractérisée par un demi-grand axe de 3,10 UA, une excentricité de 0,03 et une inclinaison de 0,3° par rapport à l'écliptique.

## Compléments